# Kąt kursowy

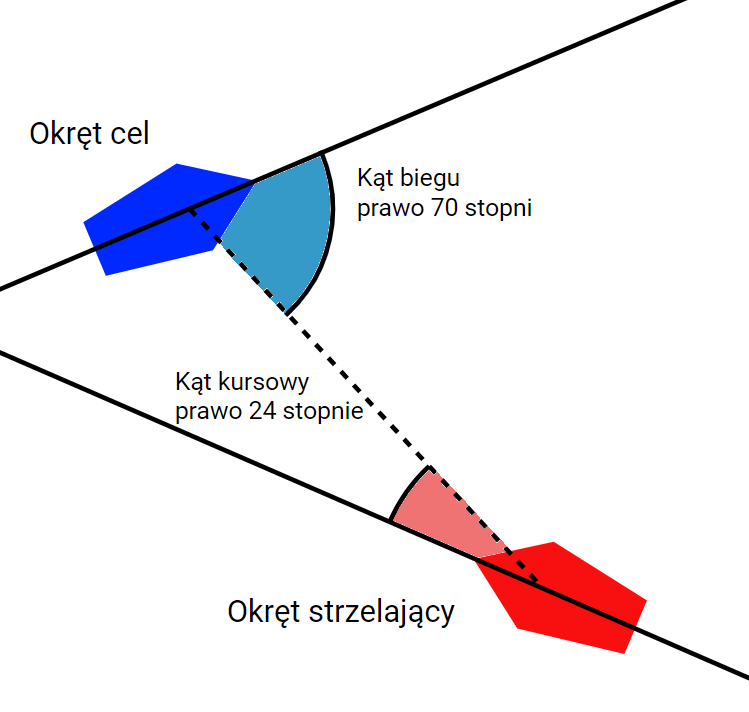
Diagram przedstawiający kąt biegu i kąt kursowy (tu wyrażony w systemie połówkowym)

Kąt kursowy – kąt zawarty między dziobową linią symetrii statku a linią łączącą dany obiekt z obserwatorem. Rozróżniamy trzy metody oznaczania:
- okrężny liczony od 0° do 360°,
- połówkowy liczony od 0° do 180° na kierunek na prawo lub na lewo od dziobu,
- ćwiartkowy liczony od linii symetrii statku liczony od rufy lub dziobu.

| Prawy kąt kursowy rufa = 50°; jest równy w systemie połówkowym: prawy kąt kursowy = 130°; w systemie pełnym = 130°. |

Kąt kursowy wyrażony w systemie okrężnym jest dopełnieniem kursu rzeczywistego wyrażonego w systemie okrężnym do namiaru wyrażonego w systemie okrężnym.